# Hugh F. Foster mlajši
‎
Hugh F. Foster mlajši, ameriški general, inženir in prostozidar, * 2. marec 1918, Brooklyn, New York, † 13. december 2004.
Foster je najbolj znan po svojem delu s 17 pripadniki ljudstva Komanči, s katerimi je razvil kodno govorico na podlagi njihovega maternega jezika; le-to so uporabili med operacijo Overlord. 
V priznanje njegovega dela je bil razglašen za častnega Komanča z imenom Poo-hee-wee-tek-wha Eska-bahn (dobesedno Telefonski vojak).